# Ольгино (Псковская область)
́Ольгино — деревня в Струго-Красненском районе Псковской области России. Входит в состав Марьинской волости.

## География
Находится на северо-востоке региона, в центральной части района, в обезлесенной местности. 
Уличная сеть не развита.

## История
До прихода советской власти — имение.
В 1918 году в Ольгино организовали совхоз «Ольгино» Ленинградского государственного треста совхозов.
В 1941—1944 гг. деревня находилась под фашистской оккупацией войсками Гитлеровской Германии.
В 1947 году в Ольгино переселили жителей деревни Логовеще из-за расширения артполигона.
С 1995 года входит в состав Марьинской волости.

## Население
| 2001 | 2002 | 2010 | 2011 |
| ---- | ---- | ---- | ---- |
| 10   | ↘5   | ↘3   | →3   |

## Инфраструктура
В 1910-18 годах — образцовое молочное хозяйство «Ольгино» имения Ольгино, преобразованное в 1918 году в совхоз. В 1947-50 гг. действовал колхоз «Дружный».
Ольгинская начальная школа (1955, 1957).
Дачи.

## Транспорт
Деревня доступна по автодороге регионального значения 58К-366 «Цапелька — Плюсса».
Остановка общественного транспорта «Ольгино».